# 腓特烈三世 (哈布斯堡)
腓特烈三世（德語：Friedrich III；1347年3月31日—1362年12月10日）哈布斯堡王朝的奧地利公爵（1358年－1362年在位）。奧地利公爵「智者」阿爾布雷希特二世與其妻子費雷特的約翰娜的次子，魯道夫四世的二弟，阿爾布雷希特三世與利奧波德三世的兄長。
腓特烈三世出生於維也納，父親阿爾布雷希特二世於1358年逝世後與長兄魯道夫四世同時執政成為第二公爵。腓特烈三世於1362年在維也納逝世，葬於聖斯德望主教座堂的公爵墓穴。